# Houston Stackhouse

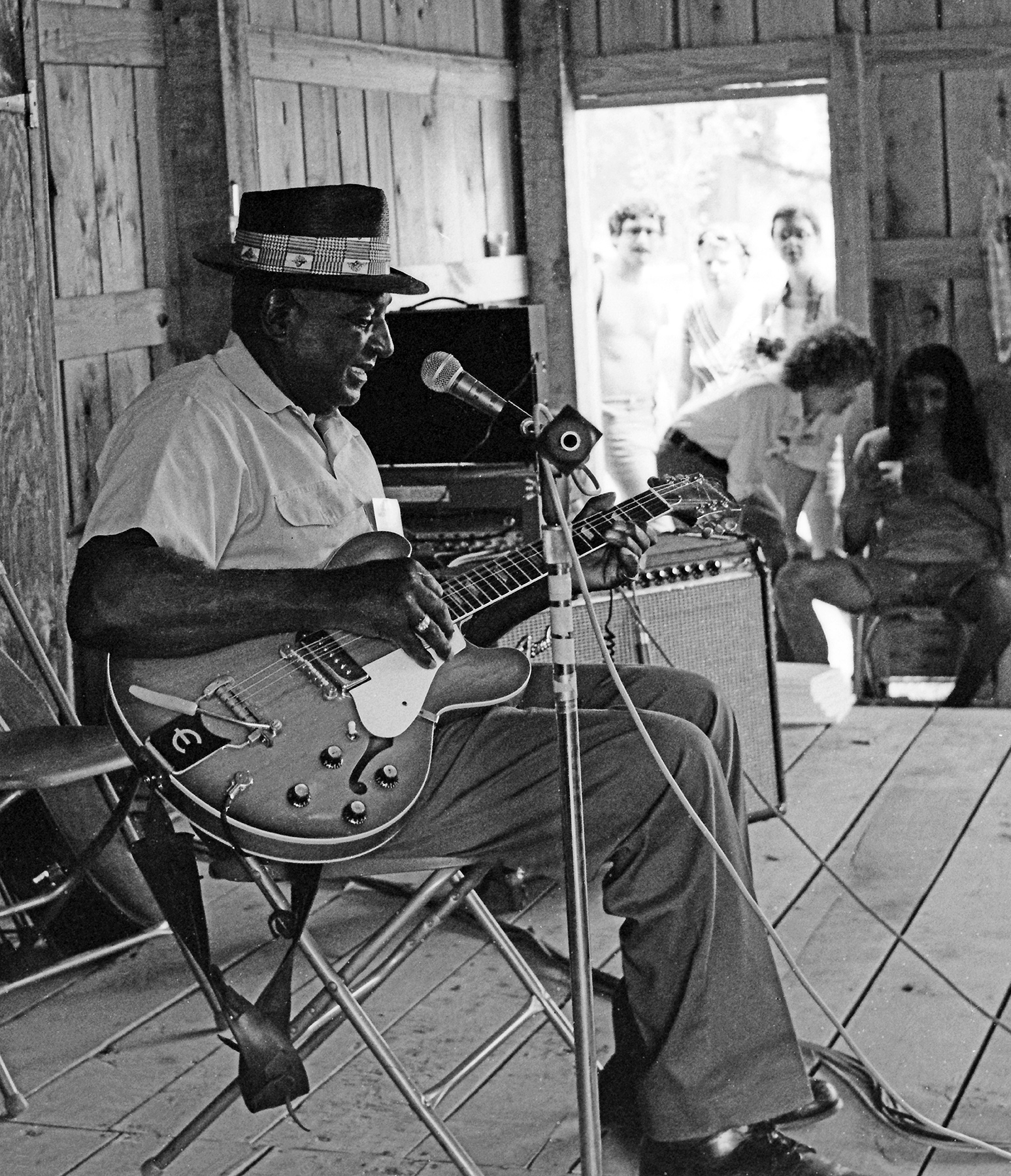
Houston Stackhouse bei einem Auftritt auf dem Smithsonian Festival of American Folklife 1976 in Washington, DC

Houston Stackhouse (* als Houston Goff 28. September 1910 in Wesson, Mississippi; † 23. September 1980 in Helena, Arkansas) war ein US-amerikanischer Bluesgitarrist und Mundharmonikaspieler. Er war eine zentrale Figur der Bluesszene, auch als Mentor vieler später erfolgreicher Künstler.

## Leben
Houston Stackhouse wurde als Houston Goff in Wesson geboren. Seine Herkunft lernte Stackhouse erst kennen, als er in den 1970er Jahren einen Pass beantragte. Aufgewachsen ist er auf der Randall Ford Plantation, wo er den Namen seines Ziehvaters James Wade Stackhouse annahm. Um 1925 zog die Familie etwas weiter nach Norden nach Crystal Springs, wo seine musikalische Entwicklung begann. Neben lokalen Musikern beeinflussten ihn die Aufnahmen von Blind Lemon Jefferson, Lonnie Johnson und Blind Blake. Das erste Instrument, das er erlernte, war die Harmonika. Seine musikalische Karriere begann Mitte der 1930er-Jahre mit Auftritten gemeinsam mit den Mississippi Sheiks, Robert Johnson, Charlie McCoy, Walter Vinson und anderen in Mississippi, Arkansas und Louisiana. Die andauerndsten Zusammenarbeiten waren die mit Carey „Ditty“ Mason und seinem Cousin Robert McCullum, besser bekannt als Robert Nighthawk, dem er das Gitarrespielen beibrachte.
1946 zog er nach Helena, Arkansas, wo er ein Jahr in Robert Nighthawks Band spielte, der ihm auch das Gitarrespiel beibrachte. Von dieser Zeit an spielte er nur mehr Gitarre. Nach ihrer Trennung spielte er gemeinsam mit dem Schlagzeuger James „Peck“ Curtis, dem Gitarristen Joe Willie Wilkins und den Pianisten Robert Traylor und Pinetop Perkins. 1948 kam der Mundharmonikaspieler Sonny Boy Williamson II. dazu, die Band trat im ganzen Delta auf. Stackhouse trat auch mit den meisten Bluesmusikern auf, die auf ihren Tourneen durch Helena kamen (z. B. Jimmy Rogers, Sammy Lawhorn – beide unterrichtete er an der Gitarre –, Elmore James, Earl Hooker, Willie Love, Ernest Lane und Roosevelt Sykes). Zwischen 1948 und 1954 arbeitete er tagsüber als Automobilarbeiter im Chrysler-Werk in West-Memphis (Crittenden County).
Im Gegensatz zu vielen anderen Musikern blieb Stackhouse im Süden und arbeitete tagsüber und spielte nachts. Die ganzen 1950er und 1960er Jahre trat er immer wieder mit durchreisenden Musikern auf (Boyd Gilmore, Houston Boines, Frank Frost, Baby Face Turner u. a.). 1965 kehrte Sonny Boy Williamson II. nach Helena zurück und nahm Stackhouse in seine Band auf, die in der King Biscuit Time-Radiosendung von KFFA auftrat, im Mai nahm Chris Strachwitz von Arhoolie Records die Gruppe auf und veröffentlichte die Aufnahmen unter Williamson’s Namen als „King Biscuit Time“. 1967 nahmen zwei Fieldrecorder Stackhouse auf, einmal unter dem Namen Blues Rhythm Boys (mit Peck Curtis und Robert Nighthawk) und einmal mit seinem langjährigen Weggefährten Carey „Ditty“ Mason. Nach dessen Tod zog er nach Memphis. In den 1970ern wurde er Teil des Bluesrevivals, spielte auf Festivals und tourte mit den King Biscuit Boys. 1976 reiste er sogar nach Wien, wo er für Wolf Records aufnahm. Ende der 1970er Jahre zog er sich aus dem Musikgeschäft zurück und übersiedelte nach Helena zurück. Hier starb er am 23. September 1980 im Helena Hospital.
Um ihn zu ehren, ist eine der fünf Bühnen beim Arkansas Blues and Heritagefestival nach ihm benannt (Houston Stackhouse Acoustic Stage).

## Diskographie
- Cryin’ Won’t Help You (1994)
- Big Road Blues (1999)
- Masters of Modern Blues (Robert Nighthawk, Houston Stackhouse)